# (Get Your Kicks on) Route 66
(Get Your Kicks on) Route 66 er en amerikansk rythm and bluessang af the King Cole Trio.

## Coverversioner
- Bing Crosby & The Andrew Sisters
- Chuck Berry
- Eddie Meduza
- Glenn Frey
- The Rolling Stones
- Them
- Dr. Feelgood
- Asleep At The Wheel
- The Manhattan Transfer
- Depeche Mode
- The Brian Setzer Orchestra
- Pappo
- The Cramps
- John Mayer
- George Benson
- Peter Tork & Shoe Suede Blues